# Rentabilité des capitaux employés
La rentabilité des capitaux employés (en anglais ROCE ou Return on capital employed) d'une entreprise mesure sa capacité à bien utiliser l'argent qui lui est confié par les actionnaires et les créanciers, grâce à un processus de production efficace et bien géré.
Elle est calculée en comparant l'excédent brut d'exploitation à l'ensemble des capitaux employés et figurant au passif comptable de la société : capitaux propres, dette à moyen et long terme, et dettes à court terme (incluant les dettes commerciales, comme le crédit fournisseur).
Ce ratio est en particulier utile pour bien analyser les sociétés qui ont tendance à artificiellement doper leur rentabilité des capitaux propres en remplaçant leurs capitaux propres par de la dette ou du crédit fournisseur. Cette sous-capitalisation, peut générer, si tout va bien, un effet de levier, mais aussi un effet de massue dès que la croissance ralentit, d'où l'intérêt d'un autre ratio.